# Slave to the Game
Slave to the Game est le cinquième album studio du groupe de deathcore américain Emmure. L'album est sorti le 16 avril 2012 sous le label Victory Records.

## Liste des morceaux
1. Insert Coin
2. Protoman
3. She Gave Her Heart To Deadpool
4. I Am Onslaught
5. Bison Diaries
6. Poltergeist
7. Cross Over Attack
8. Umar Dumps Dormammu
9. Blackheart Reigns
10. Mdma
11. War Begins With You
12. A.I.